# Елі Ліллі
Ілай Ліллі (8 липня 1838 року — 6 червня 1898 р.) Був американським солдатом, фармацевтом, хіміком та бізнесменом, який заснував фармацевтичну корпорацію «Ілай Ліллі». Під час громадянської війни в США Ілай вступив до лав Армії Союзу, в яку набрали роти чоловіків (у 18-ту незалежну роту легкої артилерії Індіани). Пізніше його підвищили до майора, а потім полковника, і призначили командувачем 9-го полку кавалерії Індіани. З 1864 до 1865 був військовополоненим. Після війни намагався управляти плантацією в Міссісіпі, але це йому не вдалося, і він повернувся до професії аптекаря після смерті першої дружини. Пізніше Ілай Ліллі вдруге одружився і працював з діловими партнерами в декількох аптеках Індіани та Іллінойсу, перш ніж відкрити власну справу в 1876 році в Індіанаполісі. Компанія виробляла ліки та продавала їх на оптовій основі в аптеках. Фармацевтична фірма Ліллі виявилась успішною, і незабаром він досяг численних успіхів у виробництві лікарських препаратів. Спершу він створив лікарські желатинові капсули та фруктові ароматизатори. Ілай Ліллі та компанія стали першою фірмою, яка розробила у спеціалізованому науково-дослідному відділі заходи із забезпечення якості.
Ілай Ліллі також присвячував своє життя благодійності. У 1890 році він передав свою компанію під керівництво сташого сина, Джосіа К. Це дало змогу йому проводити більше часу у благодійних організаціях. Полковник Ліллі допоміг відшукати Комерційний клуб, який був предтечею Торгово-промислової палати Індіанаполіса, і став головним покровителем філії Індіани Товариства благодійних організацій. Він особисто фінансував дитячу лікарню в Індіанаполісі, відому як лікарня Елеонора (закрита в 1909 р.). Ліллі продовжував свою активну участь у багатьох інших організаціях, поки не помер від раку в 1898 році.
Полковник Ліллі був прихильником федерального регулювання фармацевтичної промисловості, і багато запропонованих ним реформ були узаконені в 1906 році, в результаті чого створено управління харчових продуктів та лікарських засобів. Компанія, яку він заснував, з тих пір переросла в одну з найбільших та найвпливовіших фармацевтичних корпорацій у світі та найбільшу корпорацію в Індіаніі. Пізніше цим займалися його син Дж. К. та онуки, Ілая-молодший та Джосія-молодший (Джо), які створили Фонд Ліллі в 1937 році. Він залишається одним із найбільших благодійних фондів у світі та продовжує спадщину Ліллі з філантропії.

## Дитинство

### Сім'я та походження
Ілай Ліллі, син Густава та Естер Ліллі, народився в Балтиморі, штат Меріленд, 8 липня 1838 року. Його родина шведського походження; вони переїхали до Нідерландів на той час ще Франції до того, як його прабабусі і дідусі іммігрували до Меріленда в 1789 році. Коли Ілай, перший з одинадцяти дітей, був ще немовлям, сім'я переїхала до штату Кентуккі, де врешті-решт оселилася на фермі поблизу Варшави у графстві Галатин .
У 1852 році сім'я оселилася в Грінкаслі, штат Індіана, де батьки Ілая записали його в університет Індіани Есбері (згодом відомий як Університет Депау). Ілай відвідував заняття з 1852 по 1854 роки. Він також був учнем із топографії у місцевій друкарні. Ілай виріс в сім'ї методистів, а його родина була пробіціоністською та антирабською; ці переконання частково і підштовхнули їх до переїзду в Індіану. Ліллі та його родина були членами Демократичної партії, але стали республіканцями протягом років, що призводили до громадянської війни.
Ліллі цікавився хімікатами ще підлітком. У 1854 році, під час поїздки до тітки і дядька в Лафайєт, штат Індіана, шістнадцятирічний Ілай відвідав місцевий аптекарський магазин Генрі Лоуренса і побачив, як Лоуренс готував фармацевтичні препарати. Протягом чотирьох років Ліллі навчався у Лоуренса, щоб стати хіміком та фармацевтом. Окрім того, що навчився змішувати хімічні речовини, Лоуренс навчив Ліллі керувати коштами та бізнесом. У 1858 р., отримавши свідоцтво про знання, Ліллі покинув Лоуренса, щоб працювати в Ізраїлі Спенсера і його синів, лікаря-оптовика в Лафайєті, перед тим як переїхати в Індіанаполіс, щоб зайняти посаду в аптеці Перкінса і Куна.
Ліллі повернувся в Грінкасл в 1860 році, щоб працювати в аптеці Джерома Аллена. Він відкрив власну аптеку в місті в січні 1861 року і одружився з Емілі Лемон, дочкою торговця в Грінкаслі, 31 січня 1861 року. Спочатку вони жили в Ґрінфілді. 18 листопада 1861 року у подружжя народився син, Джосія Кірбі, у той час Ілай служив військовим під час громадянської війни у США.

## Кар'єра

### Служба громадянської війни у США

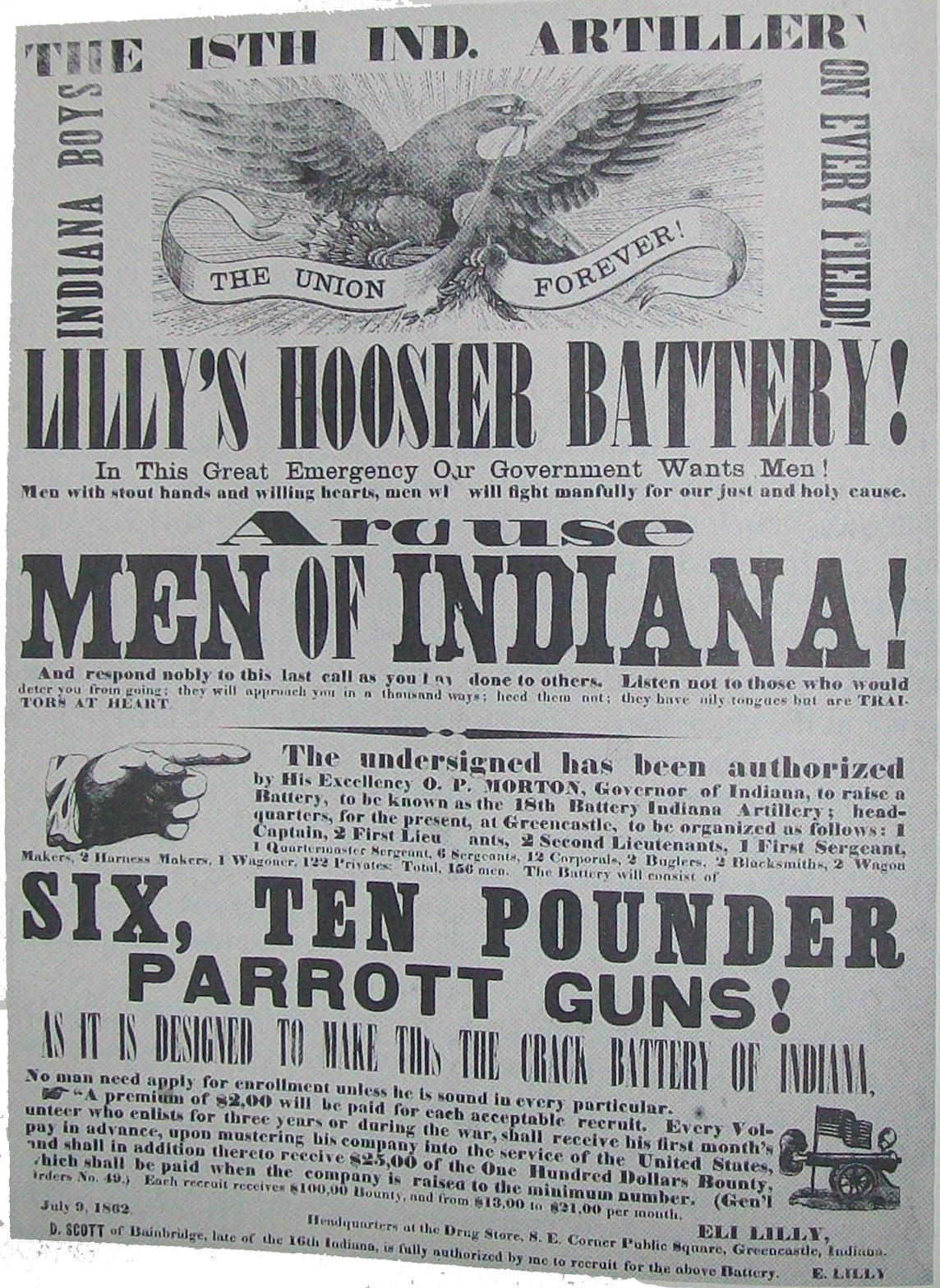
Плакат набору військової служби Ліллі

У 1861 році, через декілька місяців після початку громадянської війни у США, Ліллі записався до Армії Союзу. Він приєднався до 21-го Індіанського піхотного полку і 24 серпня зібрався на службу. Ліллі призначили на посаду другого лейтенанта 29 липня 1861 року. 3 серпня 21-а Індіана пішов до Балтімору, штат Меріленд, де провів декілька місяців. У грудні 1861 року Ліллі пішов у відставку і повернувся до штату Індіана для того, щоб сформувати артилерійський підрозділ.
На початку 1862 року Ліллі активно набирав добровольців для своєї частини серед однокласників, друзів, місцевих купців і фермерів. Він створив плакати та розмістив їх навколо Індіанаполісу Його підрозділ, 18-а батарея, легка артилерія Індіани, був відомий як батарея «Ліллі» і складався з шести, три-дюймових рушниць і 150 чоловік. Ліллі призначили капітаном підрозділу. 18 серпня Індіана зібрався на службу в Кемп Мортон в штаті Індіанаполіс 6 серпня 1862 року і провів короткий час буріння, перш ніж його відправили в бій під командуванням генерал-майора Вільяма Роузкранса в Кентуккі і Теннессі . Артилерійський підрозділ Ліллі був переведений до бригади блискавки, монтованої піхоти під командуванням полковника, згодом генерала Джона Т. Уайлдера 16 грудня 1862 р.
Ліллі був обраний на посаду командира своєї роти з серпня 1862 року до зими 1863 року, коли закінчився термін його трирічного призову. Його єдиний попередній військовий досвід був у підрозділі міліції в Лафайєт, штат Індіана. Артилерійці вважали його занадто молодим і неуважним до командування; проте, незважаючи на це, Ліллі став компетентним артилерійським офіцером. Вони пережили декілька важливих битв, серед яких Битву за прогалину Гувера в червні 1863 року та Другій битві при Чаттанузі та битві при Чикамаузі у вересні 1863 року.
У 1864 році пішов у відставку і залишив 18-ю штат Індіани. Ліллі приєднався до 9-го штату Індіани (121-й полк Індіанських добровольців) і отримав звання майора. У вересні 1864 р. у битві за Сірчаний Крик в Алабамі його захопили війська конфедерації під командуванням генерала-майора Натана Б. Фореста і утримували в таборі військовополонених в Ентерпрайз, штат Міссісіпі, до звільнення в обміні полонених у січні 1865 року. 4 червня 1865 року Ліллі отримав звання полковника, а навесні 1865 року, коли війна закінчилася, переїхав до Віксбурга, штат Міссісіпі . Його підвищили до полковника та обрали до 9-ї Індійської кавалерії 25 серпня 1865 року.
Надалі Ліллі отримав великий атлас і позначив шлях своїх рухів у війні та місце розташування битв та сутичок. Він часто використовував атлас, коли розповідав історії війни. Титул його полковника залишився з ним на все життя, а друзі та родина використовували його прізвисько. Ліллі займав посаду голови Великої армії республіки, братства ветеранів союзної громадянської війни, у 1893 році. Він допомагав організувати захід, який зібрав десятки тисяч ветеранів війни в Союзі, роту Ліллі, разом в Індіанаполісі для возз'єднання та великого параду.

### Перші бізнес-підприємства
Після війни Ліллі залишився на Півдні, щоб відкрити новий бізнес. Ліллі та його бізнес-партнер орендували 1 200-акрів (490 га) бавовняні плантації в Міссісіпі . Ліллі їздив в Грінкасл, штат Індіана, і повернувся разом із дружиною Емілі, сестрою Анною Веслі Ліллі та сином Джосією. Незабаром після переїзду всю родину вкусив комар і заразив малярією, яка була поширеною в регіоні в той час. Усі вижили, окрім дружини. Вона померла 20 серпня 1866 року на восьмому місяці вагітності. Смерть спустошила Ліллі; він написав своїй родині: "Я навряд чи можу сказати вам, як це вдарило мене… це гірка, гірка правда . . . Емілі справді мертва. " Ліллі відмовився від ферми і повернувся до Індіани. Плантація стала непридатною і посуха спричинила збій урожаю бавовни. Діловий партнер Ліллі, не в змозі утримати плантацію через посуху, зник із залишками грошових коштів підприємства. Ліллі збанкрутів у 1868 році. Він шукав іншу роботу, а син Джосія тим часом жив з батьками в Ґрінкаслі. У 1867 році почав працювати в Harrison Daily and Company, оптовій фірмі з наркотиками. У 1869 році він почав працювати в іншій лікарській оптовій компанії Patterson, Moore та Talbott, перш ніж переїхав до Іллінойсу, щоб створити новий бізнес. У 1869 році Ліллі покинув Індіану, щоб відкрити аптеку з Джеймсом У. Бінфордом, його партнером по бізнесу. Бінфорд і Ліллі відкрили аптеку Червоного фронту в Парижі, штат Іллінойс, у серпні 1869 року.
У листопаді 1869 року полковник Ліллі одружився з Марією Сінтією Слоан. Вони почали жити разом і син Джосія теж з ними жив. Єдина дитина Ілай та Марії, дочка на ім'я Елеонора, народилася 25 січня 1871 року, а померла від дифтерії у 1884 році у віці тринадцяти років. Марія померла в 1932 році.
Хоча бізнес в Іллінойсі був прибутковим і дозволяв Ліллі економити гроші, він більше цікавився лікарським виробництвом, ніж керував аптекою. Ліллі сформував план створення власної лікарської оптової компанії. Ліллі покинув партнерство з Бінфордом у 1873 році, щоб повернутися до Індіанаполісу, де 1 січня 1874 року відкрив справу з виготовлення наркотиків, назвавши Джонстоном та Ліллі разом із Джоном Ф. Джонстоном своїм партнером. Через три роки, 27 березня 1876 року, Ліллі розірвав це товариство. Його частка в активах становила приблизно 400 доларів США в товарах (кілька одиниць обладнання та кілька галонів незмішаних хімікатів) і близько 1000 доларів готівкою.
Коли Ліллі звернувся до Августа Кійфера, оптового наркомана та сімейного друга, за роботою, то Кійфер запропонував заснувати власний бізнес з виробництва наркотиків в Індіанаполісі. Кійфер та ще дві аптеки домовилися придбати ліки у Ліллі за ціною, нижчої, ніж вони платили на той момент.

### Ілай Ліллі та засновник компанії
10 травня 1876 року Ліллі відкрив власну лабораторію в орендованій двоповерховій будівлі (зараз вона знесена) на вулиці Західної Перли 15, і почав виготовляти ліки. На вході було написано «Ілай Ліллі, хімік». Виробниче підприємство Ліллі розпочалося з 1400 доларів США (31 163 доларів у 2015 році прикуті доларами) оборотних коштів та трьох співробітників: Альберт Холл (головний товариш), Каролайн Крюгер (фабрикант та фабрикатор продуктів) та чотирнадцятирічний син Ліллі Джосія, який покинув школу, щоб працювати з батьком.

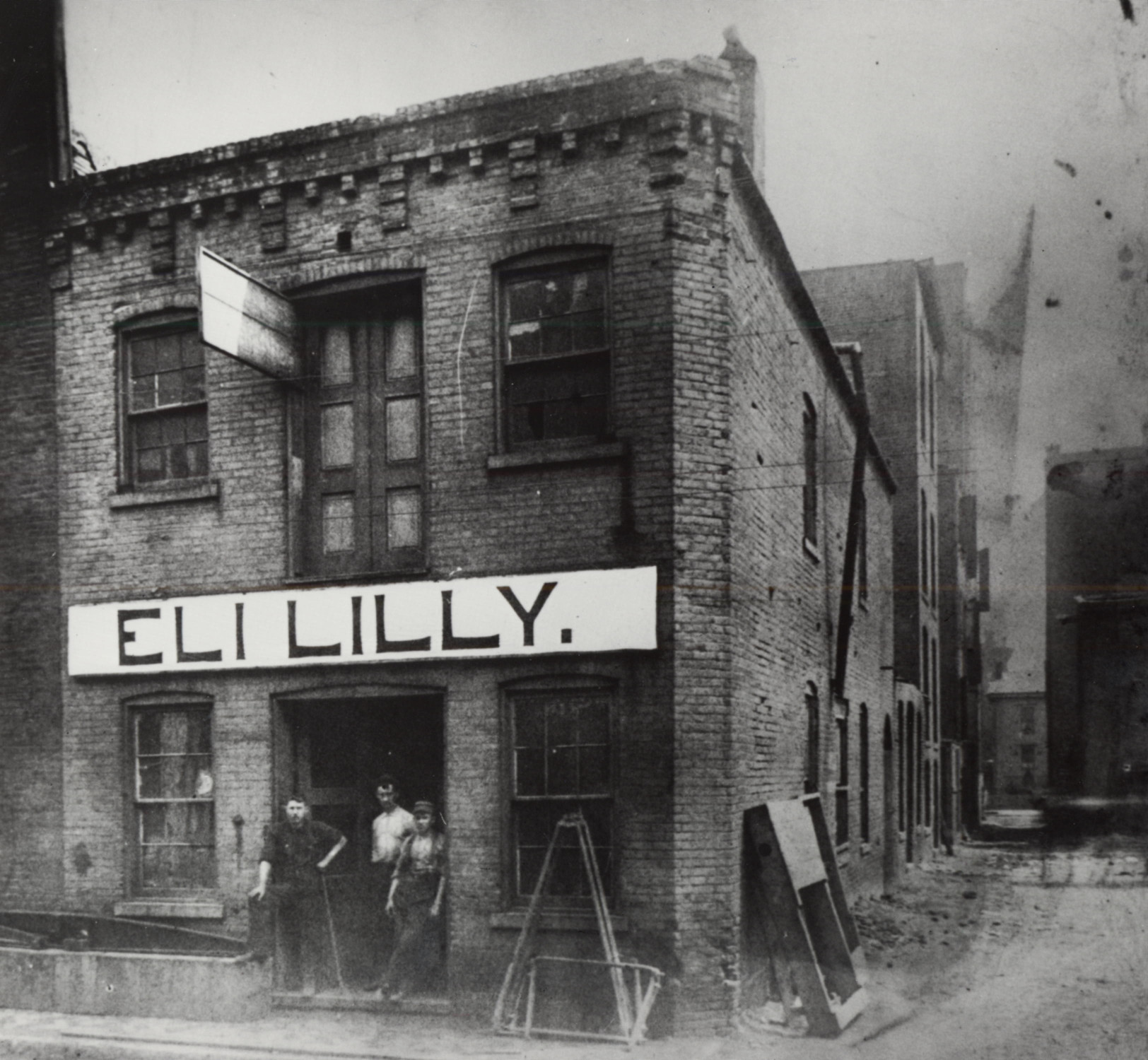
Фото першої лабораторної будівлі Ліллі. Лілі та син Джосія К. Ліллі, старший, знаходяться справа від дверей

Першим нововведенням Ліллі були таблетки та капсули з желатиновим покриттям. Потім були фруктові ароматизатори та таблетки з цукровим покриттям, які полегшували ковтання ліків. Ліллі виробляв лише високоякісні ліки за рецептом, на відміну від поширених та часто неефективних патентних лікарських засобів на сьогоднішній день. Одним з перших ліків, який він почав виробляти, був хінін — препарат, що застосовується для лікування малярії, що збільшило продаж у десятки разів. Продукти Lilly завоювали репутацію якості та стали популярними у місті. Наприкінці 1876 року, після року у бізнесі, продажі досягли 4,470 доларів (99,499 доларів у 2015 році прикуті доларами), а до 1879 року вони виросли до 48 000 доларів (1221,086 доларів у 2015 році).
Продажі розширились і навіть з'явились закордонні клієнти. Ліллі найняв свого брата Джеймса продавцем на повний робочий день у 1878 році. Джеймс та його команда продавали наркотики компанії на національному рівні. Інші члени родини також там працювали. Двоюрідний брат Ліллі Еван Ліллі став бухгалтером, а онуки Ілай та Джосія (Джо) виконували різні доручення. У 1881 році Ліллі офіційно оформив фірму, обрав раду директорів і віддав акції членам сім'ї та близьким соратникам. До кінця 1880-х полковник Ліллі став одним з провідних бізнесменів району Індіанаполіса, маючи понад сотню співробітників та щорічно 200 000 доларів (5 276 296 доларів у 2015 році).

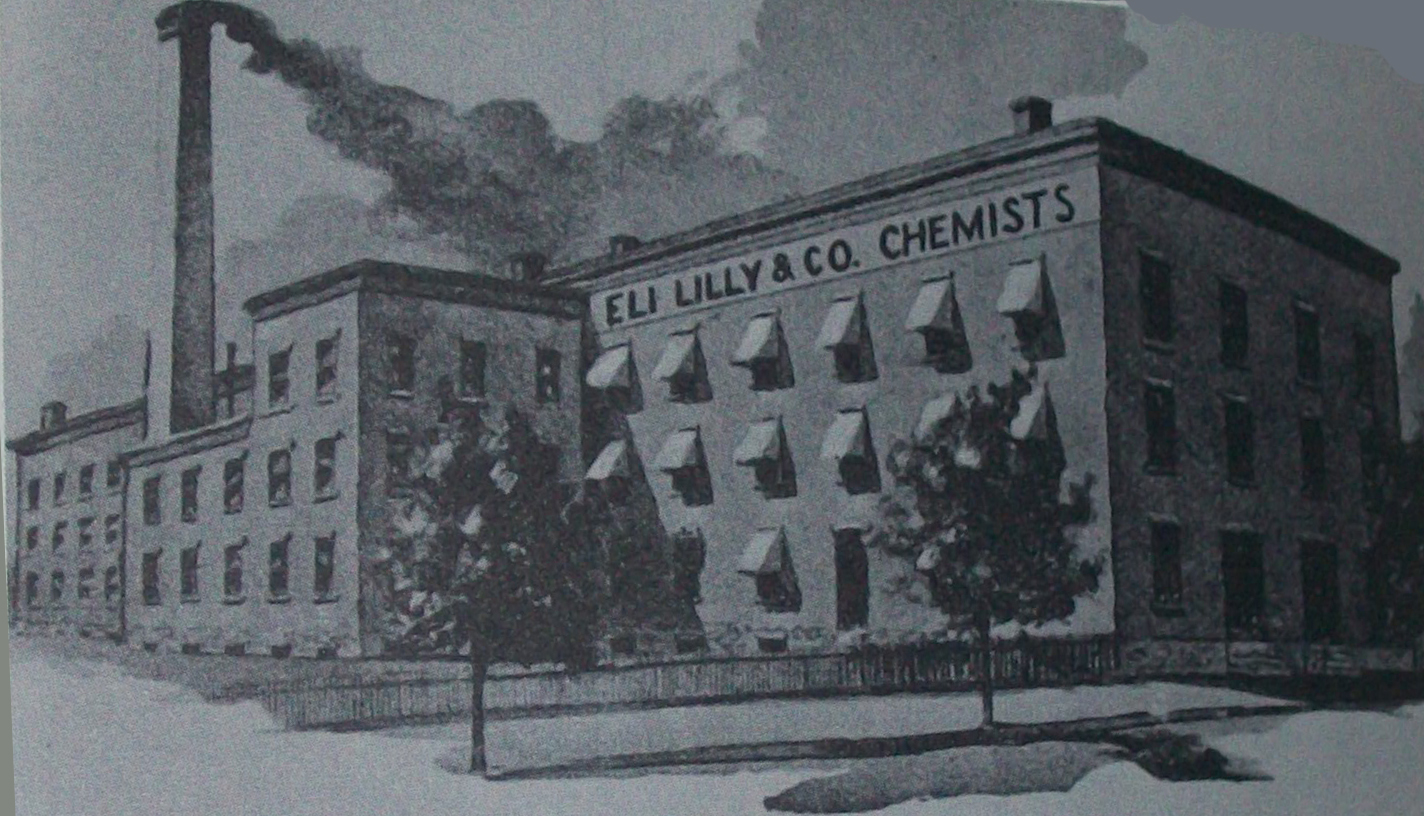
Малюнок заводі Ліллі 1886 року на вулиці Маккарті.

Ліллі прагнув, щоб бізнес зростав, тому шукав можливості для досліджень та виробництва. Його фірма знаходилась на Перл-Стріт з 1876 по 1878 рік, потім переїхала у більші квартали на 36 Південному меридіані. У 1881 році він придбав комплекс будівель на вулицях Маккарті та Алабама, на південь від центру Індіанаполіса, і перевіз компанію до нової штаб-квартири. З'явилялись інші підприємства і район перетворився на головний промисловий і виробничий район міста. На початку 1880-х років компанія виготовила свій перший продукт, який називався Succus Alteran (лікування венеричної хвороби, типів ревматизму та захворювань шкіри). Продажі забезпечили коштами для дослідження компанії та додаткового розширення.
У 1880 році Ліллі відправив Джосію в Філадельфійський коледж фармації, бо вважав, що йому потрібні технічні знання. Після повернення до сімейного бізнесу в 1882 році Йосія його призначили наглядачем лабораторії. У 1890 році управління бізнесом перейшло до Джосія, який керував компанією тридцять чотири роки. Компанія процвітала, незважаючи на бурхливі економічні умови в 1890-х роках. У 1894 році Ліллі купив виробничий завод, який використовувався виключно для створення капсул. Компанія досягла декількох технологічних досягнень у виробничому процесі, враховуючи автоматизацію виробництва капсул. Протягом наступних декількох років компанія щорічно створювала десятки мільйонів капсул і пігулок.
Незважаючи на те, що в США було багато інших невеликих фармацевтичних компаній, Ілай Ліллі та компанія відрізнялися від інших тим, що мали постійний науково-дослідний персонал, винайшли передові методики масового виробництва лікарських препаратів та сильну увагу на якості. Спочатку Ліллі був єдиною дослідницею компанії, але в міру зростання бізнесу він створив дослідницьку лабораторію і працевлаштував інших, які були присвячені створенню нових препаратів. Ліллі найняв свого першого штатного хіміка-дослідника Ернеста Г. Еберхардса та ботаніка Вальтера Х. Еванса у 1886 році. Методи дослідження кафедри базувалися на методах Ліллі. Він наполягав на забезпеченні якості та запровадив механізми для того, щоб препарати, які виробляються, були ефективними та рекламувались, мали правильну комбінацію інгредієнтів та правильну дозування ліків у кожній таблетці. Він усвідомлював звикання та небезпечний характер деяких своїх наркотиків, і вперше почав давати такі препарати лише людям, які вперше побачили лікаря, щоб визначити, чи потрібні їм ліки.

## Пізніше життя
У 1890 році Ліллі був мільйонером, який декілька років займався громадянськими справами. Згодом у житті він ставав все більш благодійним, надаючи кошти благодійним групам міста.

### Філантропія
У 1879 році з групою двадцяти п'яти інших бізнесменів Ліллі почав спонсорувати Товариство благодійних організацій і незабаром став головним у штату Індіана. Суспільство об'єдналося з іншими благодійними організаціями, щоб утворити Товариство сімейного добробуту Індіанаполісу, провідника Асоціації сімейних служб у Центральній Індіані та « Єдиний шлях» . Асоційована група організувала благодійні групи в центральній лідерській структурі що дозволило їм легко взаємодіяти та краще допомагати людям, об'єднуючи свої зусилля та визначаючи райони, які потребують допомоги.

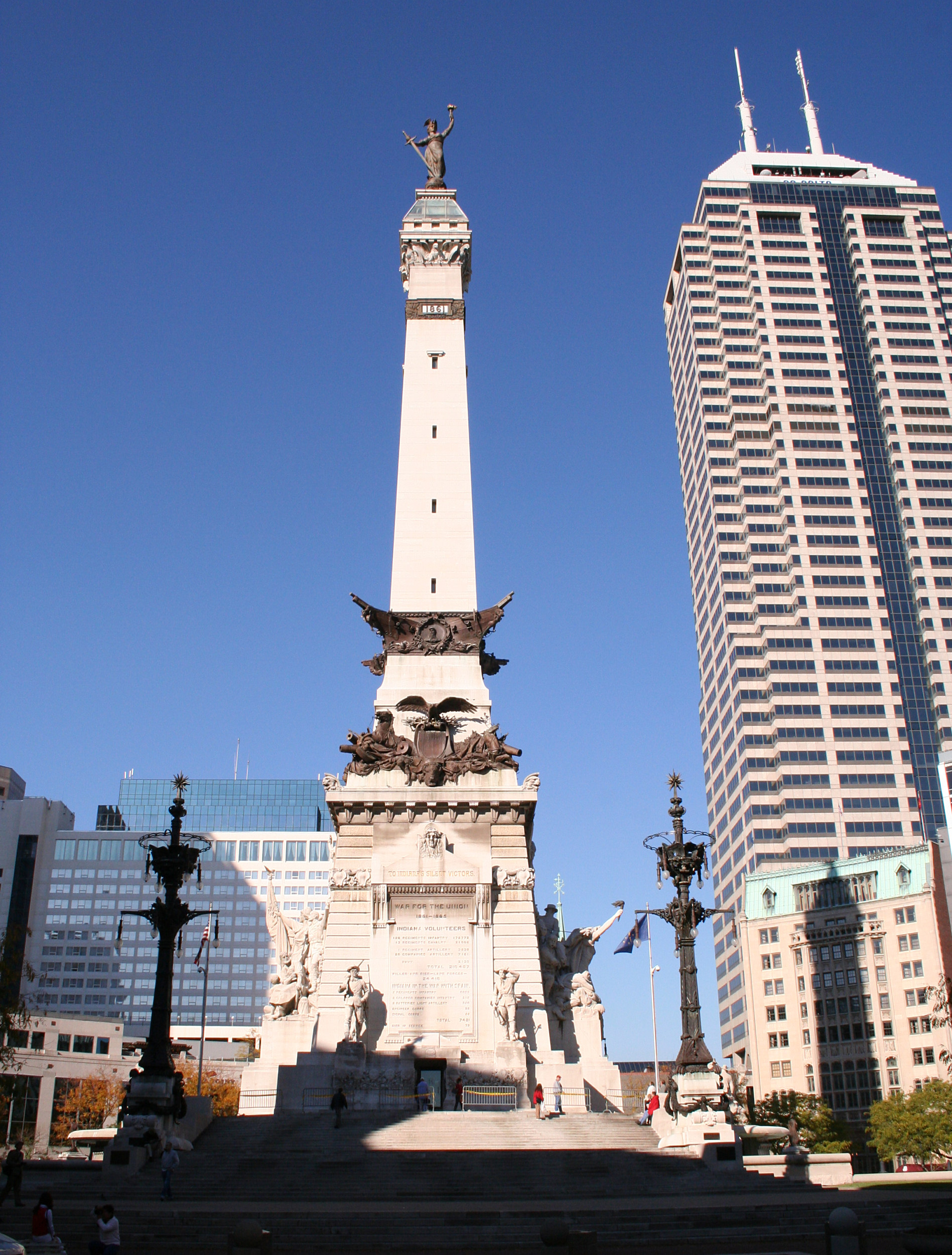
Пам'ятник солдатам та матросам Індіани в штаті Індіанаполіс. Музей громадянської війни полковника Ілай Ліллі знаходиться в ньому.

Він дуже цікавився розвитком економіки та загальним розвитком в Індіанаполісі. Він намагався досягти цих цілей, підтримуючи місцеві комерційні організації фінансово та шляхом особистої адвокації та просування. У 1879 р. зробив водопостачання для задоволення потреб міста, що призвело до утворення Водної компанії Індіанаполіс.
У 1890 році Ілай Ліллі та інші громадські лідери заснували Комерційний клуб. Першим президентом обрали Ліллі. Клуб, перейменований у 1912 році на Торгово-промислову палату Індіанаполіса, був основним засобом для досягнення цілей розвитку міста Ліллі. Це сприяло досягненню численних зрушень для міста, включаючи бруковані вулиці, які були загальноміськими містами, підняті залізниці, щоб дозволити транспортним засобам та людям проходити під ними та міську каналізацію. Компанії, що надавали ці послуги, були створені за рахунок приватних та державних інвестицій та функціонували за низькими витратами; на практиці вони належали замовникам компаній, які повільно викуповували кожну компанію у своїх початкових інвесторів. Пізніше ця модель була застосована в інших регіонах Індіани для створення підприємств водопостачання та електропостачання. Члени Комерційного клубу також допомагали фінансувати створення парків, пам'яток. Окрім того, вони успішно залучали інвестиції інших бізнесменів та організацій для розширення галузей, що розвиваються в Індіанаполісі.
Після того, як газовий бум почав зачищати штат у 1880-х роках, Ліллі та інші члени Комерційного клубу виступали за створення громадської корпорації для викачування природного газу з землі, подачі в Індіанаполіс із газового родовища Тренттон та надання низької вартості для підприємств та будинків. Проект призвів до створення Трастової компанії споживчого газу, яку назвали Ліллі. Газова компанія забезпечила недороге паливо для опалення, що покращило життя міста. Далі газ икористовували, щоб створити електроенергію для управління першим підприємством громадського транспорту Індіанаполіса, системою трамваїв.
Під час паніки 1893 року Ліллі створила комісію, яка забезпечила їжею та притулком бідних людей, які зазнали негативного впливу. Робота з комісією привела його до особистої пожертви коштів та майна Квітковій місії Індіанаполісу в 1895 році. Значне пожертвування Ліллі дозволило створити лікарню Елеонор, дитячу лікарню в Індіанаполісі, названу на честь померлої дочки. Лікарня опікувалась дітьми із сімей, які не мали грошей на оплату першої медичної допомоги. Однак її закрили у 1909 р.
Друзі Ліллі часто закликали його шукати державну посаду, і вони намагалися призначити його кандидатом у губернатори штату Індіана як республіканця в 1896 році, але він відмовився. Ліллі уникав публічної посади, вважаючи за краще зосередити свою увагу на благодійних організаціях. Він постійно хвалив кандидатів і робив значні пожертви політикам, які просували його справи. Після того, як колишній губернатор штату Індіана Олівер П. Мортон та інші запропонували створити меморіал багатьом ветеранам громадянської війни в штаті Індіана, Ліллі почав збирати кошти на будівництво пам'ятника солдатам та морякам Індіани. Будівництво розпочалося в 1888 році, але пам'ятник було завершено до 1901 року, через три роки після смерті Ліллі. В інтер'єрі пам'ятника знаходиться музей громадянської війни, створений в 1918 році, який названий на честь Ліллі.
Головним помешканням був великий будинок в Індіанаполісі на вулиці штату Теннессі (перейменований на Капітолійську вулицю в 1895 році), де він провів більшу частину свого часу. Ліллі, завзятий рибалка, збудував сімейний котедж на озері Вавазе в графстві Костюшко, штат Індіана, у 1886–87. Він любив відпочивати на озері під час канікул. Ліллі також заснував гольф-клуб Wawasee в 1891 році. Власність стала притулком для родини. Його син збудував власну дачу в маєтку в середині 1930-х років.
Ліллі захворів раком у 1897 році і помер у своєму будинку в Індіанаполісі 6 червня 1898 року. Його похорон відбувся 9 червня. Його рештки знаходяться у великому мавзолеї на кладовищі Корона-Хілл Індіанаполіса.

## Спадщина

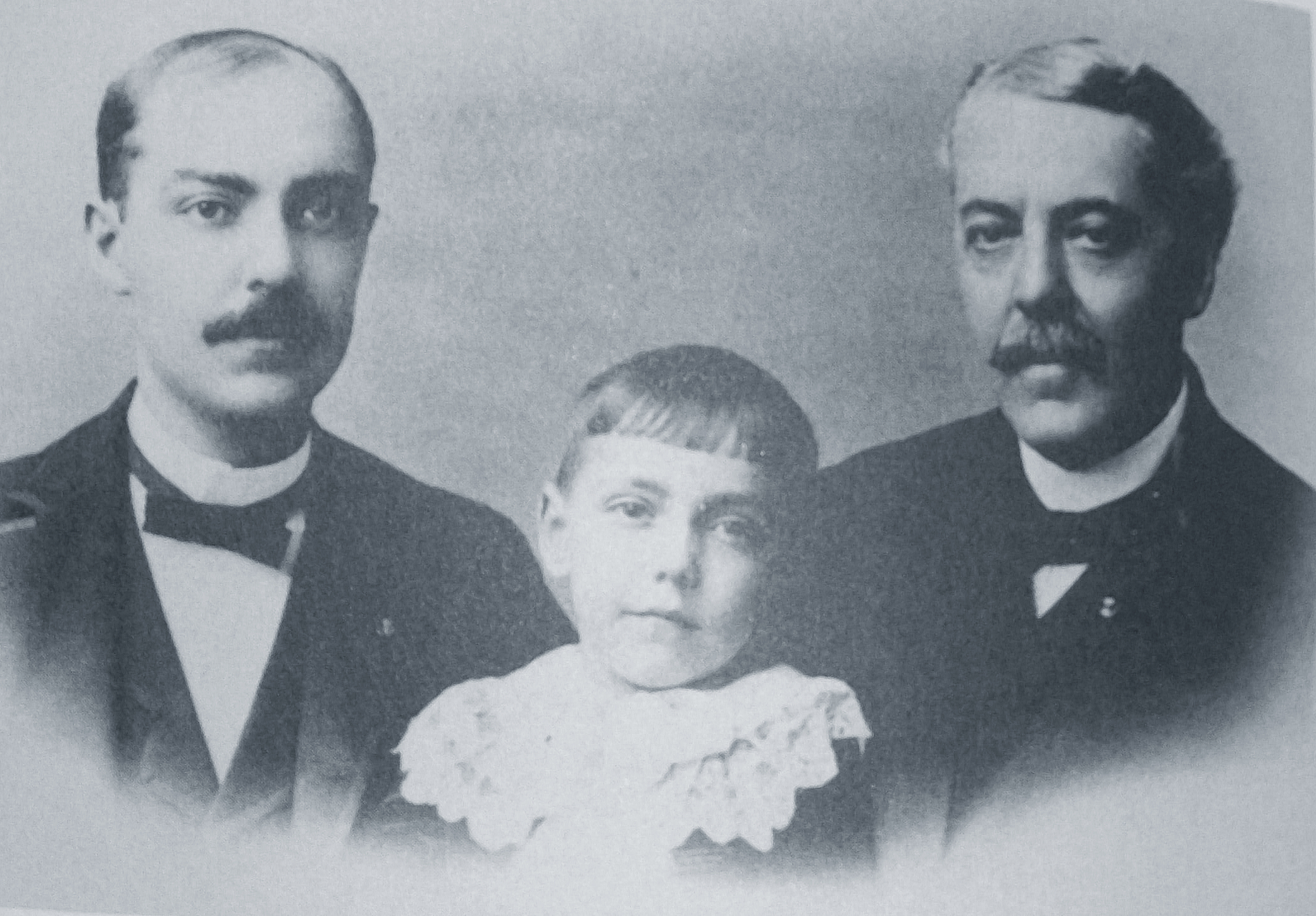
Полковник Ілай Ліллі (справа) з сином Джосія К. Ліллі-старший (ліворуч) та онуком Ілай Ліллі (у центрі)

Син Лілі та два онуки, а також компанія Ліллі продовжували благодійництво, яке практикував Ліллі. Ілай Ліллі та компанія зіграли важливу роль у доставці ліків жертвам руйнівного землетрусу 1906 року в Сан-Франциско . У 1937 році син і онуки заснували Фонд Ліллі, який став найбільшим благодійним фондом у світі за рівнем активів та благодійних дарувань у 1998 році. (Інші кошти відтоді перевершили її, але вона все ще залишається в першій десятці.)
Фірма переросла в одну з найбільших фармацевтичних компаній у світі. Під керівництвом сина Ліллі, Джосія (Дж. К.) та двох онуків, Ілай та Джо, ввели багато нововведень, серед яких новаторство та розробку інсуліну протягом 1920-х років, масове виробництво пеніциліну протягом 40-х років та заохочення прогресу у лікарських засобах масового виробництва. Інновації продовжувались на підприємстві після того, як в 1952 р. вона стала Публічною компанією; він увів інсулінотерапію, мертіолат, прозак, і багато інших ліків. За даними Forbes, компанія посіла 243-е місце за величиною в світі в 2016 році, з продажами 20 мільярдів доларів і ринковою вартістю 86 млрд. дол. Це найбільша корпорація та найбільший благодійний фонд у штаті Індіана.
Найбільший внесок Ліллі у цю галузь — його стандартизоване та методичне виробництво ліків, відданість дослідженню та розробці, якість створених ним препаратів. Інновації згодом стали стандартною практикою. Протягом свого життя Ліллі виступав за федеральне регулювання лікарських засобів; його син продовжував цю адвокатську діяльність після смерті батька.

## Відзнаки та нагороди
Музей громадянської війни полковника Ілай Ліллі, розташований під пам'ятником матроса і солдата в Індіанаполісі, названий на честь Ліллі. У ньому представлені експонати про Індіану у воєнний період та війну загалом.
Полковник Ілай Ліллі представлений на виставці Історичного товариства Індіани "Ти там: Ілай Ліллі на початку ", в Історичному центрі Євгена та Мерілін Глік Індіана в Індіанаполісі. Тимчасова виставка (з 1 жовтня 2016 р. По 20 січня 2018 р.) Вміщує рекреацію першої лабораторії Ліллі на Перл-стріт в Індіанаполісі та костюмованого перекладача із зображенням Ліллі.